# 巨商伝
巨商伝（きょしょうでん）は、韓国のJOYON ENTERTAINMENT社が開発し、日本ではガマニアが運営していた戦国時代を舞台に交易を楽しむオンラインゲーム。
プレイヤーは、日本・朝鮮・中国・台湾をめぐって交易を楽しむ「交易商人」や腕を鍛えモンスターを倒してアイテムを手に入れる「戦闘商人」となって天下一の商人「巨商」を目指す。ジャンルは「MMOあきんどSRPG」。

## 歴史
2002年2月12日 - ガマニアが「巨商」を日本で展開することを発表。
2003年3月29日 - タイトルを「巨商」から「巨商伝」に変更。
2003年3月31日 - 公式サイトに掲示板が設置される。
2003年4月25日 - 「巨商伝」βテスト15時より開始。
- アカウント取得は同日13時より開始。

2003年5月13日 - 掲示板を「井戸端会議板」と「御意見・要望板」とに分割。
2003年5月14日 - PKシステムなどの試験的導入
2003年5月31日 - イベント「怪物召喚物語【伝之助悲哀の巻】」を開催。
- 普段現れていないところにもモンスターが現れるようになる。

2003年6月5日 - アップデート（バランス調整及び仕様の追加・不具合修正）
2003年7月2日 - アップデート（バランス調整及び仕様の追加・不具合修正）
2003年7月25日 - イベント「第一回老師指南の巻」を開催。
2003年7月26日 - イベント「第二回老師指南の巻」を開催。
- 2日間行われ、老師から初心者商人へ指南が行われる。

2003年8月6日 - 「巨商伝」大幅アップデート。
- 台湾の拡大・アイテムの大幅追加・モンスターの大幅追加・クエストの調整など。

2003年8月15日 - イベント「○×将軍光臨の巻」を開催。
- ○×ゲームを行う。

2003年8月22日 - イベント「第一回わがまま貿易商人の巻」を開催。
2003年8月23日 - イベント「第二・三回わがまま貿易商人の巻」を開催。
- 貿易商人たちが指定した品物を探し出して届ける。

2003年10月2日 - イベント「憂愁之淡水の巻」を開催。
2003年10月11日 - イベント「憂愁之淡水の巻」を開催。
- 4人～8人でチームを組み、倒したモンスターのレベルを競う。

2003年10月6日 - WebMoney制度を導入。　
2003年10月31日 - Ver.1.0047アップデート。
- 主に雇用可能傭兵数増加・ダンジョン「千年湖」およびそれに伴うクエスト追加
- 一部武器追加・ダンジョン「海賊洞窟」追加。

2003年12月24日 - Ver.1.0063アップデート。
- 主に旅団システムの追加・近道追加・一部傭兵/武将追加。

2004年2月6日 - アイテムモールプレオープン開始
2004年2月20日 - アイテムモールプレオープン終了
2004年3月29日 - 正式サービス開始
2004年5月20日 - Ver1.2220アップデート。
- 主にインターフェイス更新・反復チャット導入・一部近道追加・ダンジョン「始皇帝陵」の追加。

2004年5月21日 - 「冥界」マップ導入。
2004年11月24日 - 大規模アップデート　Ver.1.2480
- 主に中国マップ拡張・「戦騎将」（二次武将）追加。

2004年12月7日 - Ver1.2531アップデート
- アイテム「五連射銃」「弥勒の仏珠」の追加・一部防具グラフィック追加。

2005年5月18日 - Ver1.3042アップデート
- nProtectの導入。

2005年8月25日 - Ver1.3625アップデート
- 主に「城取り」から「攻城戦」への移行・商団旗追加・「霊獣」の導入

2006年3月15日 - Ver.1.4231アップデート
- 伝書システム・鬼道練成システム・傭兵保管システムの導入
- 新特殊地形「隆山」「少林寺」の追加
- 主人公キャラクターのグラフィック・フィールドグラフィックの変更
- ログイン時のインターフェースの変更、一部インターフェースの調整
- 敵対設定後、攻城戦が行われる日時の調整
- 友達目録に登録する際、相手側へ申請メッセージが行われるよう調整
- 反復チャットシステムの調整
- 各テスト村の名称変更
- 「鵺」「痘瘡公」「雷獣」「猿公」各霊獣ユニットの調整
- 「霊獣の名札」の使用可能信用レベルの調整
- 一部任務請負人の座標調整
- 「医学生・医学者・雷針車」「術使い・幻術士・投石機」の装備武器追加
- 「念力使い・念動師・鳳凰」「陰陽生・陰陽師・黒龍丸」の着用武器追加

2006年4月17日 - Ver.1.4232アップデート
- フィールドグラフィックの変更

2006年6月12日 - Ver.1.4602アップデート
- 新特殊地形「シャオリンの庭園」の追加、新規任務請負人の追加（シャオリンの庭園、イベントマップに追加）
- 各種任務内容の調整
- 生産施設のNPCによる作業の調整、生産施設で生産可能な品目の一部変更
- 鬼道練成の調整
- 取引システムの調整
- アイテムの区分表記追加
- 傭兵酒場の調整
- 戦闘時のHPの表示方式の追加（グラフ形式の追加）
- プレイ時間表示機能の追加
- ボーナスポイントの追加
- 戦闘レベルの上限変更・満腹度の上限変更
- 一部BGMの変更
- 各国の著名な建造物周辺から「猪八戒」が削除

2006年6月16日 - Ver.1.4603アップデート
- ウィンドウモード変更ボタンの実装
- ログアウトボタンの調整

2006年6月20日 - Ver.1.4605アップデート
- ログアウトボタンの調整

2006年6月26日 - Ver.1.4610アップデート
- 経験値2倍イベントの終了

2006年8月23日 - Ver.1.5002アップデート
- 特殊地形「黒夜叉商団の野営地」・「サッカーマップ」の追加
- 特殊地形「少林寺」・初心者訓練所への入場制限の変更
- 一部既存特殊地形の階層追加
- 新規怪物の出現
- 現イベントマップの任務（花蓮花 等）の変更
- 新規任務NPCの追加（初心者訓練所付近等）
- 戦闘終了後に得た経験値、失った経験値表示の追加
- 生産施設、新規作成アイテムの追加、アイテム作成の調整
- 「格闘家」「武道家」の新規装備武器の追加、各種装備アイテムの追加
- 一部アイテムの能力調整、アイテム「孫子兵法」の使用可能個数の増加（最大3回まで）
- フィールドBGMの変更

2006年11月29日 - Ver.1.5201アップデート
- 怪物雇用枠の制限解除
- 特殊地形「市街」の移動装置の外装および場所変更
- 特殊地形「サッカーマップ」の廃止、特殊地形「月国」の実装
- イベントマップ内の各種任務内容の追加および変更
- ゲーム内ヘルプの追加
- 小切手システムを追加
- 霊獣および戦騎将の能力および技を一部変更
- 武器固有奥義および各種装備アイテムの追加、一部アイテムの能力値を変更

2006年12月14日 - Ver.1.5401アップデート
- 新規クリスマスイベント任務の追加
- 新規『戦騎将』の追加、既存『戦騎将』の転業レベルならびに基本能力値の調整、声の無かった既存武将に声を追加
- 各近道の調整
- マップイメージの変更

2006年12月27日 - Ver.1.5410アップデート
- 新年イベントの開始、クリスマスイベントの終了
- 一部文字表記の修正・変更、不具合の修正

2006年12月28日 - イベント「年末ジャンボ経験値！」を開催
2006年12月31日 - イベント「年末年始の初福探し【巨商的年越しの巻】」を開催
2007年2月3日 - 恵比寿・布袋サーバーにてイベント「節分豆まき合戦【豆の巻】」を開催
2007年2月4日 - 大黒・弁天サーバーにてイベント「節分豆まき合戦【豆の巻】」を開催
2007年2月26日 - 布袋サーバー経験値2倍イベント実施
2007年3月19日 - 弁天サーバー経験値2倍イベント実施
2007年4月11日 - Ver1.5600アップデート
- 氷血の神殿(MAP)追加
- 各種関連クエストの追加
- 新規NPC・新規アイテムの追加
- 上位モンスターの配置
- 生産施設の向上・生産アイテムの追加

2007年7月25日 - Ver1.6002アップデート
- Windows Vista に対応
- BGMの調整
- 新規NPCの削除（フィールド上の40名）
- 満腹度の調整
- 新鬼道の増加
- 戦騎将の威力調整　など

2009年4月15日 - Ver1.6002アップデート
- 「主人公転業システム」実装
- 任務の新規追加ならびに既存報酬の調整
- 戦闘・傭兵関連の調整
- 怪物関連の調整
- 旅団(パーティ)戦闘時の挙動に関する調整
- 露店システムの調整　など

2015年9月25日 - 全てのサービスを終了
　  2018年3月某日 - インドネシアサーバー終了　韓国サーバーとUSAサーバーは存続

## ゲームシステム

### 交易システム
プレイヤーはさまざまな町を渡り歩き、アイテムを購入・売却して財力を増強していく。町で売買できるアイテムは、町ごとに在庫量によって価格が決まっていて「アイテムの在庫が多い町で安く買い、在庫が少ない町で高く売る」ことで利益を得ることが出来る。アイテムの価格（在庫量）は巨商伝内の時間で毎月1・8・15・22・29日の午前0時にリセットされるため、価格均衡の状態が続かないようになっている。なお、ゲーム内の1時間はリアルタイムの約2分である。町によって品物の量はある程度決まってはいるが、交易の度に品物の量が変わるため、いつでも儲かるルートというものは存在し得ない。一度訪れた町のアイテムの相場は自動的に帳簿に保存され、データとして活用することが出来る。また、商人らしく交易ルートは自分の足で見つけるものであり、「聞かない・教えない」は暗黙のルールとなっているようだ。

### 戦闘システム
交易のみではなく、戦闘によってモンスターが落とすアイテムも売買の対象になる。戦闘はリアルタイムストラテジー形式で行われる。戦闘の際は「旅団」を組むことが出来、仲間と協力して対戦することが可能。また、傭兵・武将・戦騎将・怪物を雇うことで戦力として使うことが出来る。対人戦も可能である。
傭兵雇用は最大11人までである。傭兵は一定レベルに達すると武将に転業できる。武将の人数上限は、有料アイテムを使用しない場合は3人であるが、有料アイテム「孫子兵法書」を使用することで最大6人まで雇用出来る。さらに、一定レベルに達すると俗に二次と呼ばれる戦騎将に転業出来る武将もいる。

### 鬼道練成システム
実装当時はわずか数種類であったが、アップデートによりほぼ全てのアイテムを鬼道練成することが可能になった。
鬼道練成されたアイテムの前には<>で綴られた練成名が表記され、それを装備することにより、フィールドの自キャラクターに鬼道練成に伴うエフェクトを表示することが可能になる。

### その他のシステム

#### 生産システム
生産施設を購入することで、アイテムを生産することが出来る。施設主は、生産するアイテムの原料・道具を倉庫に保管し、これを元手にアイテムを生産する。
原料は生産する前に消え、道具は作業をしている間にいつのまにか減っていく。この作業でアイテムを生産する量が決まる。生産は、すべてのプレイヤーを対象としたアルバイト形式で行われる。工場主は仕事量に対する賃金を設定し、アルバイトを募る。ほかのプレイヤーが自分の施設のミニゲームをクリアしていくことで製品を作ることが出来る。施設の種類は、武器工場・防具工場・工場・牧場・農場がある。また、ミニゲームの種類は、倉庫が神経衰弱、農場が落ち物アクション、それ以外は全て二角取りである。

#### 個人取引
交易は、町だけではなく個人間でも可能。個人取引は信用レベルが6以上が必要。アイテムはもちろん、傭兵・施設なども交換することができる。

#### 露店
特殊施設内では、露店を開くことも可能。露店を開くことで戦闘施設内で回復アイテムを売るなど交易の幅が広がる。
露店を開くには信用レベルが20以上が必要。但し、市街の木箱の中では信用レベルが1から開くことが出来る。

#### 競売
アイテムを競売にかけることも出来る。競売所に行けば、ある一定の手数料を払うことでアイテムを競売にかけてもらうことが出来る。プレイヤー自身が入札することも出来る。現在価格の1割増からの金額が受理され、最高入札者となれる。最高入札者が最大落札金額で入札するか、最後の入札から一定時間経つと、落札となりアイテムを入手することが出来る。
ある一定の手数料＝最大落札金額の10%
最大落札金額を設定していなければ、1000両。
1万両以下でも、1000両は確実にかかる。
現在価格の1割増
例）
現在価格＝50,000両
入札金額1＝55,000両（受理）→最高入札者に。
入札金額2＝53,000両（拒否）→更新されない。

#### 商団システム
商団とは、同じ考えの人や知り合いが集まった集団の事をいう。各村で最高投資者になれば誰でも商団設立ができる。

商団が解散される場合は、所有村が1個でその村が投資にて最高投資者権を失う。もしくは戦争にて所属村が全て陥落する。システムの変更により、200人の入団が可能。
- 大商

設立を行う本人。商団名・商団旗の選択・団員の入団/解雇・大行首/攻城将の任命・他商団と敵対関係・解散が可能である。

大商キャラクターの足元に「大」という輪が表示される。

戦争にて、攻撃力やHPが２倍効果になる。
- 大行首

大商から任命される役職。大商から任命されれば誰でも可能である。仕事としては、商団にてまちまち。

大行首キャラクターの足元には「首」という輪が表示される。

戦争にて、自村に近づく敵を遠くへ飛ばすことができる。
- 攻城将

大商から任命される役職。大商から任命されれば誰でも可能である。村の所有数によって任命できる数が異なる。仕事としては、商団にてまちまち

攻城将キャラクターの足元には「将」という輪が表示される。

戦争にて、攻撃力2倍効果が発生する。
- 行首

村の最高投資者権を所有している人のみ。仕事としては、商団にてまちまち。（大商になれるキャラクターである）

行首キャラクターの足元には「行」という輪が表示される。

戦争にて、攻撃力やHPが2倍効果になる。
- 団員

商団に入団した人。仕事としては、商団にてまちまち。

団員キャラクターには特殊なフェイクは存在しないが、羽効果のある商団に所属すると羽を装備することができる。

戦争にて、全兵種を使うことができるが、HPや攻撃力2倍は存在しない。→大商や行首キャラクターの付近にて攻撃すると2倍効果が存在する。

#### 村の投資
「◎◎村」
全体投資額1億両
村の収益額500万両
1. ○○○ 90000000両（90%）
2. △△△ 5000000両（5%）
3. ■■■ 4900000両（4%）
4. Basic 100000両（0%）

となっていれば、最高投資者は○○○で、2位は△△△である。Basicは全ての村に投資している。0%になっても投資額は消えない（他のキャラの投資は0%になった時に消える）。村の収益額はその投資したパーセンテージで分けられてもらえる。投資は誰でも自由に行うことができる。一度に投資できる両は全体投資額の最高10%までである。また、一度投資を行うと1ヶ月間（ゲーム内時間）同じ村には追加投資は出来ない。収益額は、出資比率に応じて分配される。